# Parlement international des écrivains
Pour les articles homonymes, voir PIE et IPW.
Le Parlement International des Écrivains (PIE, en anglais International Parliament of Writers, IPW) est une organisation de défense des écrivains fondée en novembre 1993 et dissoute en 2004.

## Historique

### Création et activités
Le Parlement International des Écrivains est fondé en novembre 1993 en réponse aux assassinats en Algérie de plusieurs écrivains et en particulier celui de Tahar Djaout, à la suite duquel le Carrefour des littératures de Strasbourg, dirigé par Christian Salmon avait lancé un appel à la création d'une structure de protection des écrivains menacés qui réunit plus de 300 signatures. L'organisation est constituée à Paris en 1994. Son bureau exécutif qui compte Adonis, Breyten Breytenbach, Jacques Derrida, Édouard Glissant, Salman Rushdie, Christian Salmon et Pierre Bourdieu, va se donner pour tâche de contribuer à créer un réseau de villes-refuges tout en engageant des enquêtes et des recherches sur les nouvelles formes de censure. Il se dotera de deux instruments de diffusion : une revue nationale, Carrefour des littératures (1992-1996), et une revue internationale, Autodafé, éditée simultanément en huit langues avec les éditions Denoël (2001-2004). Le site Internet entend favoriser la traduction et la circulation des œuvres censurées.
En 2003, à la suite d'un voyage controversé en Palestine, le Parlement international des écrivains s’auto-dissout au profit du Réseau international des villes-refuges et de sa revue Autodafé. Une expérience que Christian Salmon a raconté dans un livre d'entretiens avec Joseph Hanimann "Devenir minoritaire" (Denoël, 2003) et dans son essai "Tombeau de la fiction" (Denoël, 2000) 

### Dissolution du PIE
En 2004, le Parlement International des Écrivains s'auto-dissout. 
À sa place est fondé le Réseau international des villes refuges (International Network of Cities of Asylum, INCA), basé en France à Aubervilliers. Le but de l'organisation consiste à ménager des structures d'accueil pour les écrivains menacés ou contraints de s'exiler pour des raisons politiques ou idéologiques. L'INCA fonctionne jusqu'en juin 2005, puis est dissous à son tour. 
Dans la continuité des organisations précédentes, se crée, en 2006, en Norvège, l'ICORN (International Cities of Refuge Network). Cette nouvelle organisation aidera plus de 300 artistes à trouver refuge dans plus de 80 villes partenaires.